# Друцьк
54°20′00″ пн. ш. 29°46′00″ сх. д. / 54.333333333333° пн. ш. 29.766666666667° сх. д.
Друцьк (Дручеськ, Дрютеськ) — руське княже місто на річці Друть у Полоцькій землі. Стольний град Друцького князівства.
Місто проіснувало до 15 століття. Сьогодні його залишки знаходяться в Толочицькому районі Вітебської області, у Білорусі. Збереглися руїни дитинця і окольного граду, а також сліди посаду і курганного некрополя. У дитинці виявлені княжа і реміснича частини, а також міська площа. Численні знахідки свідчать про розвиток ремесел, торгівлі, писемності.
Згідно з даними розкопок, Друцьк був заснований на початку 11 століття на одному з волоків двінського шляху «з варяг в греки». Перша літописна згадка про місто відноситься до 1092 року.
У 12 столітті Друцьк входив в склад Полоцького князівства, а пізніше, в епоху свого розквіту, перейшов до Смоленського і Великого князівства Литовського.
Загибель міста від пожежі або облоги припадає на рубіж 14 і 15 століть.
Друцьк був уділом княжого роду Друцьких.